# Surinaamse parlementsverkiezingen 1896
De Surinaamse parlementsverkiezingen in 1896 vonden plaats in maart van dat jaar. 
Er konden drie leden voor de Koloniale Staten gekozen worden in verband met het periodiek aftreden van F.C. Gefken, M.S. van Praag en A. Salomons
| Kandidaat                                            | Stemmen in de eerste ronde | resultaat |
| ---------------------------------------------------- | -------------------------- | --------- |
| M.S. van Praag                                       | 211                        | gekozen   |
| A. Salomons                                          | 177                        | gekozen   |
| F.C. Gefken                                          | 160                        | gekozen   |
| W.H.V. baron van Heerdt tot Eversberg                | 37                         | x         |
| G.J.J. Karg                                          | 33                         | x         |
| R.A.P.C. O'Ferrall                                   | 24                         | x         |
| F.C. Curiel                                          | 10                         | x         |
| J.B. Nassy                                           | 9                          | x         |
| D. Coutinho                                          | 6                          | x         |
| G.K. Cramer                                          | 6                          | x         |
| meer dan 25 andere personen met minder dan 5 stemmen |                            |           |

Bij deze verkiezingen mochten alleen mannen die aan bepaalde voorwaarden voldeden (censuskiesrecht) stemmen. Bij de eerste ronde waren er 239 geldig uitgebrachte stembiljetten waarbij een kiezer voor meer dan een kandidaat kon stemmen. Er waren drie zetels te verdelen en om in de eerste ronde gekozen te kunnen worden had een kandidaat de stem nodig van meer dan de helft van de geldig uitgebrachte stembiljetten (minstens 120 stemmen). Precies drie kandidaten voldeden aan die voorwaarde zodat er geen tweede ronde nodig was.
Na deze verkiezingen had de Koloniale Staten de volgende dertien leden:
| Naam                  | Gepland jaar van aftreding | Bijzonderheden                                                                          |
| --------------------- | -------------------------- | --------------------------------------------------------------------------------------- |
| D. Juda*              | 1897                       | voorzitter, in 1896 opgevolgd door S. Muller van Voorst* en in 1897 door R.A. Tammenga* |
| C.J. Heylidy          | 1898                       | vicevoorzitter, na vertrek Juda de voorzitter                                           |
| I. da Costa*          | 1897                       |                                                                                         |
| A. van 't Hoogerhuys* | 1897                       |                                                                                         |
| S.M. Swijt*           | 1897                       |                                                                                         |
| T.L. Ellis            | 1898                       |                                                                                         |
| J.R.C. Gonggrijp      | 1898                       |                                                                                         |
| A.H. de Granada       | 1900                       | in 1897 opgevolgd door F.C. Curiel                                                      |
| J.E. Muller           | 1900                       |                                                                                         |
| G.J. Vanier           | 1900                       |                                                                                         |
| F.C. Gefken           | 1902                       |                                                                                         |
| M.S. van Praag        | 1902                       |                                                                                         |
| A. Salomons           | 1902                       | na vertrek Juda vicevoorzitter                                                          |

* = benoemd door de gouverneur